# هافثور یولیوش پی‌یرشون
هافثور یولیوش پی‌یرشون (ایسلندی: Hafþór Júlíus Björnsson؛ ‏ ایسلندی: [ˈhafθour ˈju:lijʏs ˈpjœr̥sɔ:n]‏ ()؛ زادهٔ ۲۶ نوامبر ۱۹۸۸) بازیکن پیشین بسکتبال، مرد آهنین و بازیگر اهل ایسلند است. او را یکی از برترین مردان آهنین تاریخ این ورزش می‌دانند.
او اولین و تنها فردی است که در مسابقات آرنولد استرانگمن کلاسیک، عنوانِ قوی‌ترین مرد اروپا و قوی‌ترین مرد جهان را در یک سال تقویمی از آنِ خود کرد و دارای عناوین متعددی در چندین فدراسیون قدرتی جهان، از جمله چندین رکورد جهانی است. او با ۳۰ پیروزی در رقابت‌های بین‌المللی، سومین مرد قدرتمند تاریخ پس از ژیدروناس ساویتسکاس از لیتوانی و ماریوش پوجانوفسکی از لهستان است و از نظر قدرتِ محض، بسیاری از تحلیلگرانِ قدرتِ بدنی و متخصصان ورزش‌های قدرتی، هافثور را قوی‌ترین مردی می‌دانند که تا به‌حال زیسته‌است.
هافثور همچنین به عنوان بازیگر در تلویزیون ظاهر شده و به مدت پنج فصل در سریال بازی تاج‌وتخت در شبکه اچ‌بی‌او نقش شخصیت «کوه» سر گرگور کِلِگین را بازی کرد. لقب‌های او «ثور» و «کوه» است، که لقب دوم به‌دلیل ایفای نقش شخصیت عظیم‌الجثه و نیرومندی با همان لقب است.
نام او در مارس ۲۰۲۳ در فهرست بین‌المللی مشاهیر ورزش قرار گرفت.

## رکوردهای شخصی

### قوی‌ترین مردان

#### در رقابت‌های رسمی
- ددلیفت: ۴۷۴ کیلوگرم (۱٬۰۴۵ پوند) (با میلهٔ بلند و مچ‌بند تسمه‌ای؛ رکورد جهانی، ۲۰۱۹)[۱۶]
- بلند کردن کُندهٔ آهنی: ۲۱۳ کیلوگرم (۴۷۰ پوند) (مسابقات قوی‌ترین مردان اروپا، ۲۰۱۸)[۱۷]
- ددلیفت تایر ۴۶۰ کیلوگرم (۱٬۰۱۴ پوند) (با مچ‌بند تسمه‌ای)[۱۸]
- حمل کُنده درخت (پنج قدم): ۶۵۰ کیلوگرم (۱٬۴۳۳ پوند)[۱۹]
- پرتاب بشکه: ۷٫۱۵ متر (۲۳ فوت)[۲۰]
- پرتاب بشکه: ۸ بشکه در ۱۶٫۳۵ ثانیه (مسابقات جهانی قوی‌ترین مردان، ۲۰۱۴)[۲۱]

#### در باشگاه
- ددلیفت ۵۰۱ کیلوگرم (۱٬۱۰۵ پوند) (رکورد جهانی)[۲۲]

#### رکوردهای غیررسمی
- ددلیفت ۴۸۰ کیلوگرم (۱٬۰۵۸ پوند) (با مچ‌بند تسمه‌ای)[۲۳]

### وزنه‌برداری قدرتی

#### در رقابت‌های رسمی
- اسکات: ۴۴۰ کیلوگرم (۹۷۰ پوند) (با تسمه؛ رقابت‌های پاورلیفتینگ ثور، ۲۰۱۸)[۲۴]
- پرس سینه: ۲۵۰ کیلوگرم (۵۵۱ پوند) (رقابت‌های پاورلیفتینگ ثور، ۲۰۱۸)[۲۴]
- ددلیفت: ۴۱۰ کیلوگرم (۹۰۴ پوند) (رقابت‌های پاورلیفتینگ ثور، ۲۰۱۸)[۲۴]
- در مجموع: ۱٬۱۰۰ کیلوگرم (۲٬۴۲۵ پوند) (رقابت‌های پاورلیفتینگ ثور، ۲۰۱۸)[۲۴]

#### در باشگاه
- اسکات: ۴۴۵ کیلوگرم (۹۸۱ پوند)[۲۵]
- پرس سینه: ۲۴۵ کیلوگرم (۵۴۰ پوند)[۲۶]

## رکوردهای رقابتی
مسابقات قوی‌ترین مردان

مقام‌های به‌دست‌آمده: ۵۶ جایگاه نخست، ۱۲ جایگاه دوم و ۱۱ جایگاه سوم = از مجموعِ ۹۶ مسابقه، ۷۹ بار روی سکو رفت.

درصد بُرد: ۴۶٫۱٪ در میدان‌های بین‌المللی و ۸۴٪ در رقابت‌های کشوری

درصد قرارگیری روی سکو: ۷۵٫۴٪ در میدان‌های بین‌المللی و ۹۷٪ در رقابت‌های کشوری

درصد قرارگیری جزء ۵ نفر اول: ۹۲٫۳٪ در میدان‌های بین‌المللی و ۱۰۰٪ در رقابت‌های کشوری
|             | اول | دوم | سوم | قرارگیری روی سکو | چهارم | پنجم | قرارگیری جزء ۵ نفر نخست | ششم | هفتم | هشتم | نهم | دهم | جمع کل |
| ----------- | --- | --- | --- | ---------------- | ----- | ---- | ----------------------- | --- | ---- | ---- | --- | --- | ------ |
| بین‌المللی   | ۳۰  | ۱۱  | ۸   | ۴۹               | ۴     | ۷    | ۶۰                      | ۱   | ۲    | ۱    |     | ۱   | ۶۵     |
| کشوری (ملی) | ۲۶  | ۱   | ۳   | ۳۰               | ۱     |      | ۳۱                      |     |      |      |     |     | ۳۱     |
| در مجموع    | ۵۶  | ۱۲  | ۱۱  | ۷۹               | ۵     | ۷    | ۹۱                      | ۱   | ۲    | ۱    |     | ۱   | ۹۶     |

## رکورد بوکس
| خلاصه بوکس حرفه‌ای |       |        |
| ۴ مبارزه          | ۲ بُرد | ۰ شکست |
| با ناک‌اوت         | ۱     | ۰      |
| با تصمیم داور     | ۱     | ۰      |
| تساوی‌ها           | ۲     | ۲      |

| ردیف | نتیجه | رکورد | حریف        | روش    | راند، زمان  | تاریخ           | محل  | توضیحات |
| ---- | ----- | ----- | ----------- | ------ | ----------- | --------------- | ---- | ------- |
| ۴    | برد   | ۲–۰–۲ | ادی هال     | ت.د.   | ۶           | ۱۹ مارس ۲۰۲۲    | دوبی |         |
| ۳    | برد   | ۱–۰–۲ | دوون لارات  | ن.ا.ف. | ۱ (۶), ۲:۰۰ | ۱۸ سپتامبر ۲۰۲۱ | دوبی |         |
| ۲    | مساوی | ۰–۰–۲ | سیمون والی  | م      | ۴           | ۲۸ مه ۲۰۲۱      | دوبی |         |
| ۱    | مساوی | ۰–۰–۱ | استیون وارد | م      | ۳           | ۱۶ ژانویه ۲۰۲۱  | دوبی |         |

## فیلم‌شناسی

### فیلم
| سال  | عنوان            | نقش          | توضیحات |
| ---- | ---------------- | ------------ | ------- |
| ۲۰۱۵ | ادی: مرد قوی     | خودش         |         |
| ۲۰۱۷ | اعمال شیطانی     | فیل بل روانی |         |
| ۲۰۱۸ | کیک‌بوکسور: تلافی | مونگکوت      |         |
| ۲۰۱۸ | عملیات راگناروک  | جان بزرگ     |         |
| ۲۰۱۹ | جنگ فرعون        | فرانک        |         |
| ۲۰۲۲ | مرد شمالی        | ثورفینر      |         |

### تلویزیون
| مدت زمان  | عنوان                                                           | نقش         | توضیحات                       |
| --------- | --------------------------------------------------------------- | ----------- | ----------------------------- |
| ۲۰۱۱–۲۰۱۹ | قوی‌ترین مردان جهان                                              | خودش        |                               |
| ۲۰۱۴–۲۰۱۹ | بازی تاج‌وتخت                                                    | گرگور کلگین | نقش تکرار شونده               |
| ۲۰۱۵      | لیگ خودشان                                                      | خودش        | سری ۹، قسمت ۷                 |
| ۲۰۱۶      | حباب‌های سنگین                                                   | خودش        | تجاری                         |
| ۲۰۱۷      | قوی زاده                                                        | خودش        | فیلم مستند                    |
| ۲۰۱۸      | کیت لمون: آمدن به آمریکا                                        | خودش        | سری ۱، قسمت ۶                 |
| ۲۰۱۹      | ای-۶۰: چگونه قوی‌ترین مرد جهان به کوه در بازی تاج و تخت تبدیل شد | خودش        | تاریخ اصلی پخش: ۱۴ آوریل ۲۰۱۹ |